# 泉町 (西東京市)
泉町（いずみちょう）は、東京都西東京市の町名。現行の行政地名は泉町一丁目から泉町六丁目。住居表示実施済み区域である。郵便番号は202-0011。

## 地理
西東京市の中央部に位置する。北は住吉町、北東は東町、東は中町、南は保谷町、西は北原町に隣接する。町域内の中央を新川が東流する。大部分は住宅地として利用されているが、一部は工場や農地もある。南から北に泉町一丁目から六丁目が設置されている。

### 河川

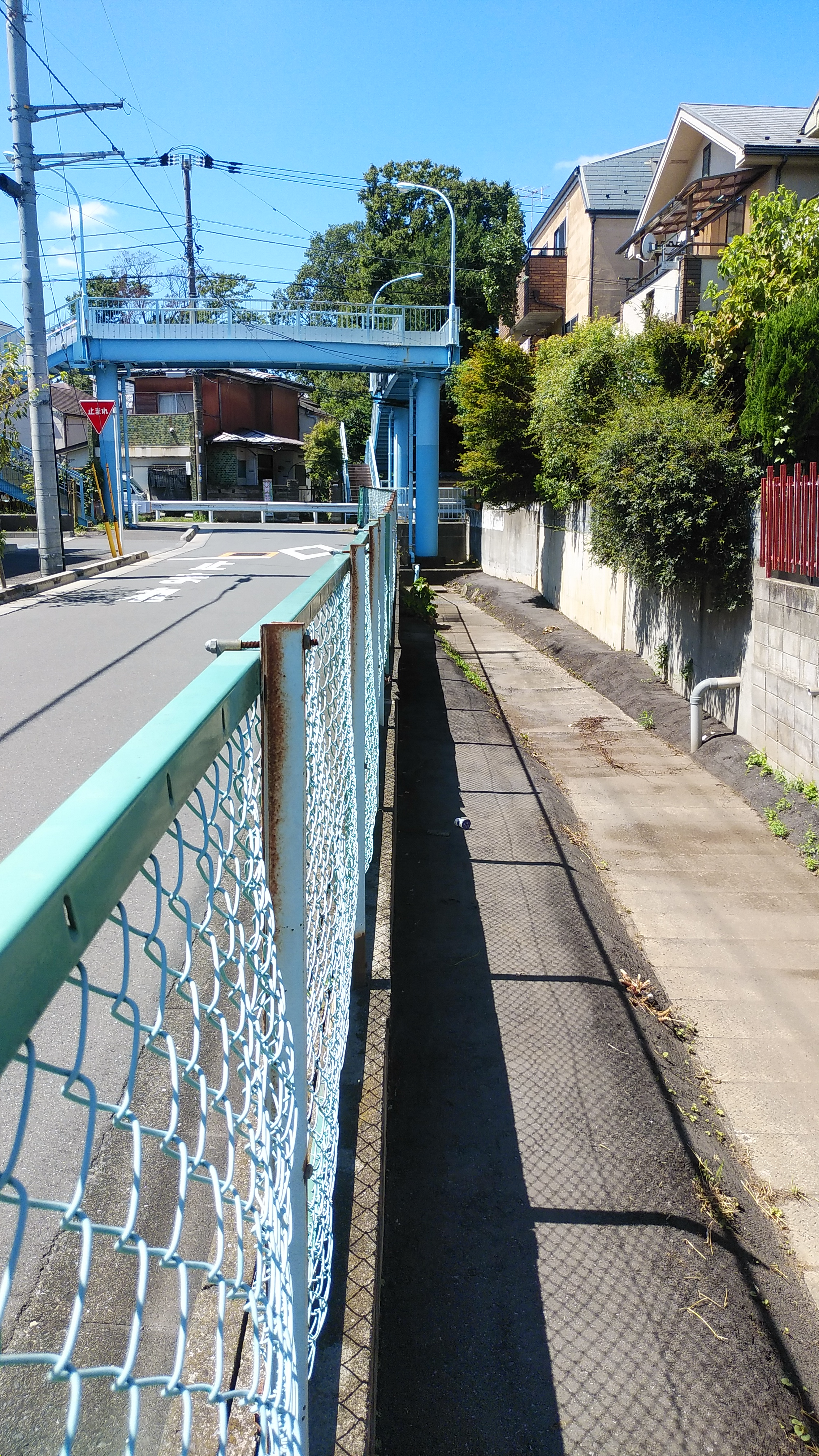
新川、泉町歩道橋部

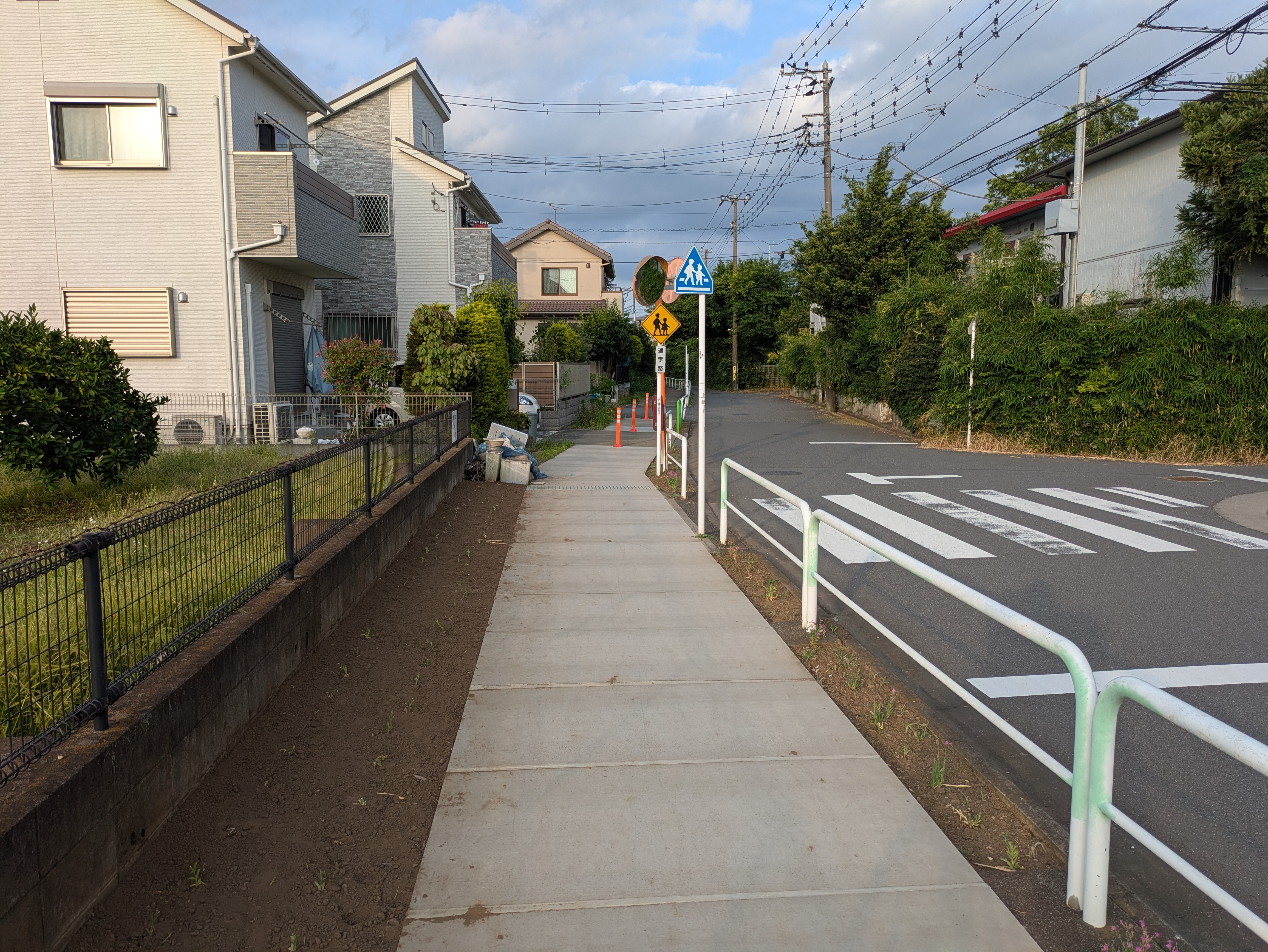
新川暗渠部。2025年現在、蓋部が更新されている。

- 新川(白子川水系（大泉堀）)

### 面積と人口
丁目ごとの面積 、人口と世帯数、および人口密度は以下の通りである。（2018年（平成30年）1月1日現在）
| 丁目       | 面積    | 人口     | 人口     | 人口     | 世帯数     | 人口密度        | 備考 |
| 丁目       | 面積    | 男       | 女       | 計       | 世帯数     | 人口密度        | 備考 |
| ---------- | ------- | -------- | -------- | -------- | ---------- | --------------- | ---- |
| 泉町一丁目 | 0.12km2 | 895 人   | 914 人   | 1,809 人 | 786 世帯   | 15,075.0 人/km2 |      |
| 泉町二丁目 | 0.15km2 | 990 人   | 1,025 人 | 2,015 人 | 881 世帯   | 13,433.3 人/km2 |      |
| 泉町三丁目 | 0.13km2 | 575 人   | 499 人   | 1,074 人 | 485 世帯   | 8,261.5 人/km2  |      |
| 泉町四丁目 | 0.07km2 | 353 人   | 350 人   | 703 人   | 323 世帯   | 10,042.9 人/km2 |      |
| 泉町五丁目 | 0.11km2 | 784 人   | 797 人   | 1,581 人 | 737 世帯   | 14,372.7 人/km2 |      |
| 泉町六丁目 | 0.10km2 | 779 人   | 776 人   | 1,555 人 | 669 世帯   | 15,550.0 人/km2 |      |
| 計         | 0.68km2 | 4,376 人 | 4,361 人 | 8,737 人 | 3,881 世帯 | 12,848.5 人/km2 |      |

### 小・中学校の学区
市立小・中学校に通う場合、学区は以下の通りとなる。
| 丁目       | 街区            | 小学校                   | 中学校                     |
| ---------- | --------------- | ------------------------ | -------------------------- |
| 泉町一丁目 | 1〜4番 15〜16番 | 西東京市立保谷小学校     | 西東京市立ひばりが丘中学校 |
| 泉町一丁目 | その他          | 西東京市立谷戸第二小学校 | 西東京市立ひばりが丘中学校 |
| 泉町二丁目 | 6〜12番 16番    | 西東京市立谷戸第二小学校 | 西東京市立ひばりが丘中学校 |
| 泉町二丁目 | 13〜15番        | 西東京市立住吉小学校     | 西東京市立ひばりが丘中学校 |
| 泉町二丁目 | その他          | 西東京市立保谷小学校     | 西東京市立ひばりが丘中学校 |
| 泉町三丁目 | 9〜14番         | 西東京市立保谷小学校     | 西東京市立明保中学校       |
| 泉町三丁目 | その他          | 西東京市立保谷小学校     | 西東京市立ひばりが丘中学校 |
| 泉町四丁目 | 全域            | 西東京市立住吉小学校     | 西東京市立ひばりが丘中学校 |
| 泉町五丁目 | 1〜14番         | 西東京市立住吉小学校     | 西東京市立明保中学校       |
| 泉町五丁目 | その他          | 西東京市立東小学校       | 西東京市立明保中学校       |
| 泉町六丁目 | 9番             | 西東京市立東小学校       | 西東京市立明保中学校       |
| 泉町六丁目 | その他          | 西東京市立住吉小学校     | 西東京市立明保中学校       |

### 地価
住宅地の地価は、2021年（令和3年）1月1日の公示地価によれば、泉町4-5-3の地点で23万8000円/m2となっている。

## 歴史
明治以前には、武蔵国新座郡上保谷村に属していた。旧保谷市地域である。なお、保谷四軒寺と呼ばれる寺院のうち如意輪寺、寶樹院の2つは当町域に所在しており、現住吉町域とともに上保谷村の中心的な地域だったと考えられる。
- 1967年（昭和42年）1月1日 保谷市が当町域の町名整理を実施。
  - 大字上保谷の小字山合（一部）、三軒家（一部）、荒井竹（一部）、大門、上宿（一部）、大字下保谷の小字南松ノ木（一部）をもって、泉町一丁目～六丁目を設置する。
- 2001年（平成13年）1月21日 保谷市と田無市が合併し西東京市が発足、西東京市泉町となる。

### 地名の由来
如意輪寺付近の湧水にちなむ。

## 交通

### 鉄道
町域に鉄道駅は所在しない。町域内からの最寄駅は西武池袋線の保谷駅またはひばりヶ丘駅である。

### バス
町域を以下のバスが通る。

#### 西武バス
中町との境界の都道233号線（保谷新道）を以下の系統が通っている。
- 吉63:吉祥寺駅 - 保谷駅南口
- 保03:保谷駅南口 - 西武車庫
- 田41:田無駅 - 天神山

#### 西東京市はなバス
- 第2ルート：住吉・泉町循環

### 道路
- 都道36号線
- 都道233号線（保谷新道）
- 都道234号線
- 都道234号線の支線（伏見通り）

## 施設
- エコプラザ西東京
- 如意輪寺
- 寶樹院
- 心光寺
- 宝樹院幼稚園
- 和泉保育園

- かつては町域に小学校（泉小学校）があったが、2015年3月をもって閉校している。